# Nagy Boglárka
Nagy Boglárka (született: 1990. október 13., Vác) magyar festőművész. Széles körben elismert munkái által a realista festészet egyik kiemelkedő hazai kortárs képviselője.

## Életútja
Nagy Boglárka gyermekkorát Vácott töltötte, ahol már fiatalon megmutatta érdeklődését és tehetségét a művészetek terén. Ugyanitt végezte gimnáziumi tanulmányait a Boronkay György Műszaki Középiskola és Gimnáziumban 2005 és 2009 között. Ebben az időszakban már komoly elhivatottságot mutatott a festészet iránt és az Art Lavina Képzőművészeti Stúdióban készült az egyetemi felvételire.
2009 és 2012 között Képi Ábrázolás szak festészet szakirányán végzett az Eszterházy Károly Főiskolán Egerben (Ma Eszterházy Károly Katolikus Egyetem). Ez az időszak mérföldkő volt a fejlődésében és lehetőséget biztosított számára, hogy mélyítse technikai készségeit, gyakorlatot szerezzen és elkezdje kialakítani egyéni stílusát.
2012-ben Erasmus Ösztöndíjjal egy szemesztert az University of Art and Design in Cluj-Napoca (Kolozsvári Képzőművészeti és Formatervezői Egyetem Kolozsvár, Románia) képzőművészeti karán végzett.
2013-ban megismerte mesterét, Gyémánt Lászlót, aki mellett budapesti műtermében tanítványként egy évet töltött. Ugyanebben az évben Mester és Tanítvány címmel megrendezésre került közös kiállításuk, mely nagy sikert hozott és Boglárka számára a szakmában való debütálást és önálló karrierjének kezdetét jelentette.
2018-ban és 2019-ben különböző képzéseket végzett a Paris Academy of Arts-ban (Párizs, Franciaország). Ezt követően 2021-ben a Firenzei Művészeti Akadémián szobrászatot tanult (Firenze, Olaszország), amely egyike a világ vezető művészeti intézményeinek.
Rendszeres egyéni és csoportos kiállításai mellett magyar és nemzetközi aukciókon is sikereket ért el. Ilyen alkalom volt a A Sotheby’s London 2016-os ’20th Century Art – A Different Perspective’ aukciója, ahol ‘Summer Love’ című alkotása kelt el olyan nevek mellett, mint Kassák Lajos, Szűcs Attila vagy Reigl Judit. Ugyanezen az aukción való sikeres szereplését megismételte 2019-ben ‘My Name Is White’ című képével. Első magyar festőművészként bekerült a LUMAS nemzetközi portfoliójába 2017-ben ahol azóta is több munkája megtalálható.
Nagy Boglárka nem csak az önkifejező művészet világában tevékenykedik. Lehetőséget ad diákoknak és fiatal művészeknek, hogy részt vegyenek keresett képzésein és workshopjain, ahol megosztja tudását és tapasztalatait, így járulva hozzá a következő generáció művészeti fejlődéséhez.

## Művészete
Nagy Boglárka munkái a valósághű festészeti ábrázolás irányvonalát képviselik és az élet teljességét, illetve emberi portrékat örökítenek meg. Képei sajátos, egyedi, lenyűgöző vizuális nyelvvel bírnak és érzelmekkel teli atmoszférával rendelkeznek, részleteik kidolgozottsága hiperrealisztikus és magas szintű technikai tudásról árulkodik. Festményein nagy hangsúlyt fektet a fény és árnyék viszonyára, melynek használata nemcsak gazdag vizuális kontrasztok kifejeződése, hanem spirituális értékek sugallásának eszköze is művészetében.
'NAPFÉNY VÍZ LEVEGŐ’ című, talán legismertebb fő sorozata önálló karrierjének indulásától kezdve, 2013 óta jelenleg is folyamatosan új képekkel bővül. Ezen belül külön hangsúly esik néhol frivol és már-már provokatív, néhol mély és érzékeny emberábrázolására és arcképeire. Ide köthető ‘VENUS’-sorozata, mely a XXI-ik századi női identitással és testképpel foglalkozik, illetve visszatérő motívumok festészetében a végtelen égbolt, a víz, a fény illetve a madarak és a halak figurái, melyek képein a szabadságot szimbolizálják, mindez legtöbbször primőr színek: kék, sárgák, vörösek és narancsok különböző árnyalatainak használatával. 
Az ‘ORIENT’-sorozat 2017-ben Boglárka Ázsiában, illetve a Közel- és Távol-keleten tett utazásainak hatására kezdődött. Ezek a képek a szabadságról, a lélek benső történéseiről és a nyugati fogyasztóI kultúrától való eltávolodásról szólnak. Nem mondanak ítéletet, hanem megmutatnak dolgokat vagy elmesélnek történeteket obszervatív módon. Mind a színek, mind a témák és a kifejezésmód érzékenyebb és líraibb, mint ‘NAPFÉNY VÍZ LEVEGŐ’-sorozatában. Ezek a munkák spirituális, transzcendens aurával rendelkező művek és számos fontos keleti szimbólumot dolgoznak fel, mint pl. a koi, a lótusz illetve a férfi-női minőségeket megtestesítő gésa és szamuráj alakjai. Eddigi legnagyobb méretű műve) 2024 januártól Sárvár nemrég megnyílt új hotel gyöngyszeme, a MELEA – THE HEALTH CONCEPT éttermét díszíti.
A ‘FLOATING SILK’-sorozat ehhez az irányvonalhoz kapcsolódik. Ezeken a többnyire nagyméretű, lebegő, mintás selyemsálakat ábrázoló munkákon sok repetitív motívum látható látványos absztrakt irányba hajló formák halmazába rendeződve. Ezen festmények születésének folyamatában a meditatív elmélyülésen, a flow-állapot megélésén és a figuratív világ feloldódásán van a hangsúly a művész számára.
Nagy Boglárka saját bevallása alapján az alkotás folyamata során merít az élet adta impressziókból, önmaga mélységeiből, személyes élettapasztalataiból és keresi a transzcendentálissal való kapcsolódást. Önmeghatározása szerint számára a festészet ihletett, spirituális, tiszta és teremtő folyamat. Nemcsak hivatás, hanem küldetéstudat is, hogy szépséget és változást hozzon a világba művészetével. Munkája a befogadó művészetet képviseli. Hisz abban, hogy a művészet és a szépség nem csak egy szűk, értő, elitista körnek járó kiváltság, hanem minden ember életének részévé válhat valamilyen formában. A művei által inspirálja az embereket az alkotásra és a kreatív, örömteli létezésre, sajátos vizuális festői nyelvén önti formába belső univerzumát és örökíti meg az élet teljességét.

## Egyéni kiállítások
2022   Bodó Galéria és Aukciósház, Budapest – ‘Rising Sun’
2022   Pr09re55, Budapest – ‘Vive La Femme’ 2022 boutique kiállítás
2021   Clark Hotel Budapest – ‘Bon Voyage!’
2019   Ar2day Gallery – Kempinski Hotel Corvinus Budapest – ‘Sunset Boulevard’
2018   Godot Galéria, Budapest – ‘Duna Espresso’
2018   Tiszavirág Szeged – ‘Asia Vibes’
2017   Stanton Chase Palazzo Dorottya, Budapest – ‘Haiku’
2016   Ar2day Gallery – Kempinski Hotel Corvinus Budapest – ‘Baby It’s Cold Outside’
2015   Erdész Galéria, Szentendre – ‘Magyar Múzsák’ – Nagy Boglárka és Tóth György
2014   Fonyódi Helytörténeti Múzeum, Fonyód – ‘Napfény Víz Levegő’
2014   Brody Artyard, Budapest – ‘Eyes Wide Open’
2013   Art.Salon:Társalgó Galéria, Budapest – ‘Mester És Tanítvány’ – Gyémánt László és Nagy Boglárka

## Csoportos kiállítások
2022   Kunsthaus7b, Michelsberg Romania – Biennale ‘Danube Contemporary 22’
2019   Sotheby’s London – '20th Century Art – A Different Perspective' Aukció
2019   Ar2day Gallery & Fashion Street Gallery – Deák Palota, Budapest – ‘Women/Art/Fashion’
2017   LUMAS Budapest – ‘Feel The Heat’
2016   Sotheby’s London – '20th Century Art – A Different Perspective' Aukció
2015   Ernst Fuchs Museum, Bécs – ‘Phantastischer Realismus’
2014   Várkert Bazár, Budapest – ‘Világörökség – Magyar Örökség: Hungarikonok’
2014   The Austrian Federal Ministry For Education, Arts And Culture – Bécs
2013   K16 Kortárs Galéria, Vác – ‘Fiatalok A K16-ban’
2012   Templom Galéria, Eger – Diplomakiállítás
2011, 2012   Értéktár, Vác – ‘K.É.K. – Kortárs Értékek Kiállítása’
2011, 2012   Madách Imre Művelődési Központ, Vác – ‘Téli Tárlat’
2011   Kálvin-ház, Eger
2011   Artner-palota, Sopron – ‘V. Országos Művészeti Diákköri Konferencia’

## Elismerések
2014-ben részt vett a KulturKontakt Austria művészeti rezidenciaprogramjában Bécsben.
Ugyanebben az évben elnyerte a Gundel Művészeti Díj különdíját "képzőművészet" kategóriában.
Munkái számos fontos magyar illetve külföldi magángyűjteményben megtalálhatóak.

## Kreatív kollaborációk
2016 Bogányi Piano
2023 Manami Lingerie 

## Kurzusok
‘A REALISTA FESTÉSZET MŰHELYTITKAI’ 
https://nagyboglarka.webuni.hu
Források
https://www.boglarkanagy.com
https://www.sothebys.com/en/buy/auction/2019/20th-century-art-a-different-perspective/boglarka-nagy-my-name-is-white
https://www.sothebys.com/en/auctions/ecatalogue/2016/20th-century-art-l16103/lot.23.html